# Cantonul Albertville-Nord
Cantonul Albertville-Nord este un canton din arondismentul Albertville, departamentul Savoie, regiunea Rhône-Alpes, Franța.

## Comune
- Albertville (parțial, reședință)
- Allondaz
- Césarches
- Mercury
- Pallud
- Thénésol
- Venthon